# Billie Jean King
Billie Jean King (nhũ danh Moffitt; sinh ngày 22 tháng 11 năm 1943) là một vận động viên quần vợt chuyên nghiệp người Mỹ, từng giữ vị trí số 1 thế giới. King đã giành được 39 danh hiệu Grand Slam, trong đó có 12 danh hiệu đơn nữ, 16 danh hiệu đôi nữ, và 11 danh hiệu đôi nam nữ. King đã giành danh hiệu vô địch đơn nữ tại giải đấu WTA Tour Championships đầu tiên. King thường đại diện cho Hoa Kỳ tại Fed Cup và Wightman Cup.
King là một người ủng hộ cho sự bình đẳng giới tính. Năm 1973, ở tuổi 29, cô đã giành được chiến thắng trong trận chiến giới tính (Battle of the Sexes) với đối thủ nam 55 tuổi Bobby Riggs, và là người sáng lập ra Hiệp hội quần vợt nữ, World TeamTennis (cùng chồng cũ Larry King), và Women's Sports Foundation.
King đã được ghi danh vào Đài danh vọng quần vợt thế giới vào năm 1987. Trong năm 2006, Trung tâm quần vợt quốc gia USTA tại thành phố New York đã được đổi tên thành Trung tâm quần vợt quốc gia USTA Billie Jean King.

## Sự nghiệp
Chiến thắng của King tại giải Pháp mở rộng năm 1972 giúp cô ấy trở thành người phụ nữ thứ năm trong lịch sử quần vợt giành được danh hiệu đơn ở cả bốn giải Grand Slam, "Grand Slam sự nghiệp".
King giành được 129 danh hiệu đơn nữ với tiền thưởng đạt US $ 1.966.487.
Tại Wimbledon, King giành được 20 danh hiệu - sáu danh hiệu đơn, mười danh hiệu đôi nữ, và bốn danh hiệu đôi nam nữ.

## Các trận chung kết đơn nữ Grand Slam
| Kết quả | Năm  | Giải đấu                     | Mặt sân | Đối thủ tại chung kết   | Tỉ số         |
| ------- | ---- | ---------------------------- | ------- | ----------------------- | ------------- |
| Á quân  | 1963 | Wimbledon                    | Cỏ      | Margaret Court          | 6–3, 6–4      |
| Á quân  | 1965 | U.S. Championships           | Cỏ      | Margaret Court          | 8–6, 7–5      |
| Vô địch | 1966 | Wimbledon (1)                | Cỏ      | Maria Bueno             | 6–3, 3–6, 6–1 |
| Vô địch | 1967 | Wimbledon (2)                | Cỏ      | Ann Haydon-Jones        | 6–3, 6–4      |
| Vô địch | 1967 | U.S. Championships (1)       | Cỏ      | Ann Haydon-Jones        | 11–9, 6–4     |
| Vô địch | 1968 | Australian Championships (1) | Cỏ      | Margaret Court          | 6–1, 6–2      |
| Vô địch | 1968 | Wimbledon (3)                | Cỏ      | Judy Tegart Dalton      | 9–7, 7–5      |
| Á quân  | 1968 | US Open                      | Cỏ      | Virginia Wade           | 6–4, 6–2      |
| Á quân  | 1969 | Australian Open              | Cỏ      | Margaret Court          | 6–4, 6–1      |
| Á quân  | 1969 | Wimbledon                    | Cỏ      | Ann Haydon-Jones        | 3–6, 6–3, 6–2 |
| Á quân  | 1970 | Wimbledon                    | Cỏ      | Margaret Court          | 14–12, 11–9   |
| Vô địch | 1971 | US Open (2)                  | Cỏ      | Rosemary Casals         | 6–4, 7–6      |
| Vô địch | 1972 | French Open                  | Đất nện | Evonne Goolagong        | 6–3, 6–3      |
| Vô địch | 1972 | Wimbledon (4)                | Cỏ      | Evonne Goolagong        | 6–3, 6–3      |
| Vô địch | 1972 | US Open (3)                  | Cỏ      | Kerry Melville Reid     | 6–3, 7–5      |
| Vô địch | 1973 | Wimbledon (5)                | Cỏ      | Chris Evert             | 6–0, 7–5      |
| Vô địch | 1974 | US Open (4)                  | Cỏ      | Evonne Goolagong        | 3–6, 6–3, 7–5 |
| Vô địch | 1975 | Wimbledon (6)                | Cỏ      | Evonne Goolagong Cawley | 6–0, 6–1      |